# Atractus resplendens
Atractus resplendens là một loài rắn trong họ Colubridae. Loài này được Werner mô tả khoa học đầu tiên năm 1901.